# Erich Hoffmann
Erich Hoffmann (25. dubna 1868 Witzmitz – 8. května 1959 Bonn) byl německý dermatolog a mikrobiolog, který ve spolupráci společně se zoologem Fritzem Schaudinnem objevil bakterii Treponema pallidum, původce onemocnění syfilis.

## Život a kariéra
Erich Hoffmann se narodil v pomořanské vesnici Witzmitz (nyní Wicimice v Polsku). Vystudoval medicínu na berlínské vojenské akademii, kde se začal také specializovat na dermatologii a mikrobiologii. Po studiích se stal profesorem a vyučoval na univerzitách v Halle a Bonnu. 
V Berlíně společně s Fritzem Schaudinnem prováděl různé výzkumy, během kterých byla objevena bakterie Treponema pallidum. A následně se také ukázalo, že právě tato bakterie je původce syfilis. Společně se Schaudinnem pak tuto bakterii zdokumentoval.
Během nacistického období v Německu se rozhodl emigrovat. V emigraci byl až do konce druhé světové války. Po které se opět vrátil do Německa a usídlil se v Bonnu. Zde si také později vytvořil svou vlastní laboratoř. V Bonnu pak již zůstal až do konce svého života.